# Etelverdo
Etelverdo (in inglese antico: Æthelweard; ... – 998) è stato uno scrittore britannico.
Ealdorman di Wessex, nel 994 fu in contatto diplomatico con Olaf I di Norvegia.  
Redasse una storia d'Inghilterra in latino, nota come Chronicon Æthelweardi, dalla creazione del mondo fino al 975. Il suo punto di partenza fu la prima parte della Cronaca anglosassone versione A, ma a cui aggiunse particolari altrimenti ignoti.
Suo figlio era Æthelmær il Robusto.